# Tequila Sunrise (chanson)
Voir Tequila Sunrise pour le cocktail.
Singles de Eagles
Peaceful Easy Feeling
(1972) Outlaw Man
(1973)
Tequila Sunrise est une chanson du groupe de rock américain Eagles, extraite de leur deuxième album studio, Desperado, sorti en avril 1973 sur Asylum Records,.
La chanson a été publiée comme le premier single de l'album. Aux États-Unis, elle a atteint la 64e place du Hot 100 de Billboard, passant en tout 8 semaines dans le chart. (Elle a débuté à la 92e place du Billboard Hot 100 pour la semaine du 23 juin 1973 et atteint la 64e place pour la semaine du 21 juillet,.)

## Composition
La chanson a été écrite par Don Henley et Glenn Frey. C'est l'une des deux chansons qu'ils ont écrites au cours de la première semaine d’écriture commune (la première étant Desperado),.
La voix principale est celle de Glenn Frey.